# Józef Myszka
Kazimierz Józef Myszka (ur. 4 marca 1928 w Błazinach Górnych k. Iłży, zm. 21 lipca 1964 w Warszawie) – artysta ludowy, pieśniarz i tancerz. Przyczynił się do zachowania i opisania wielu przejawów folkloru rejonu iłżeckiego.

## Życie i dzieło
Artysta był najmłodszym z jedenaściorga rodzeństwa. Po ukończeniu szkoły podstawowej zdobył zawód krawca i zamieszkał u swojej zamężnej już siostry – Marii Boguckiej. Już od dzieciństwa interesował się folklorem. Wraz z matką brał udział w wielu uroczystościach ludowych, przede wszystkim weselach. Później znalazło to odzwierciedlenie w jego pracy artystycznej. Z czasem zaczął występować na weselach regionu iłżeckiego oraz na całej ziemi radomskiej. Rozwinął działalność także na teren okolic Sandomierza, Buska, Opoczna i Kozienic.
Józef Myszka miał w swoim repertuarze pieśni obrzędowe, przyśpiewki weselne (m.in. tzw. wyrywasy) i piosenki ludowe, które prezentował z ogromnym zainteresowaniem widowni. W 1951 założył swój pierwszy artystyczny zespół ludowy, rozpoczynając krzewienie i popularyzację kultury ludowej regionu Iłży. Występował bardzo często na oficjalnych imprezach, festiwalach, pokazach artystycznych, uroczystościach państwowych i świętach ludowych, tak w Polsce, jak i za granicami. Podczas pobytu w Warszawie, 19 lipca 1964, w czasie próby przed koncertem został pobity, prawdopodobnie przez osobę niepoczytalną, i zmarł 2 dni później.

## Upamiętnienie
Z inicjatywy pracowników Domu Kultury w Iłży, od 1995 odbywa się tam Festiwal Folkloru im. Józefa Myszki. W tym samym Domu Kultury można oglądać pamiątki po artyście, przekazane w 2006 przez Edytę i Krzysztofa Ramsów z Wejherowa, spokrewnionych z Józefem Myszką.